# LVIII edición de los Premios Ariel
La ceremonia 58 de los Premios Ariel premios, otorgados por Academia Mexicana de Artes y Ciencias Cinematográficas (AMACC), fueron celebrados el 28 de mayo de 2016, en el Auditorio Nacional en la Ciudad de México, conducida por los benshis Irene Akiko Lida y Hernán del Riego.
La ceremonia no se libró de la polémica, ya que fue retransmitida por Canal Once con una hora de diferencia. Y censurando el discurso del director Paul Leduc. Lo cual generó gran descontento por parte de la comunidad cinematográfica. 
Los nominados fueron dados a conocer el 13 de abril del 2016 por los actores Adriana Paz y Juan Manuel Bernal en la Cineteca Nacional, desde la Ciudad de México.

## Premios y nominaciones múltiples
| Película                    | Nominaciones | Premios |
| --------------------------- | ------------ | ------- |
| Gloria                      | 14           | 5       |
| La delgada línea amarilla   | 14           | 0       |
| 600 millas                  | 13           | 2       |
| Las elegidas                | 13           | 5       |
| El Jeremías                 | 9            | 1       |
| Mexican Gangster            | 8            | 4       |
| Un monstruo de mil cabezas  | 7            | 1       |
| Hilda                       | 5            | 1       |
| Dólares de arena            | 3            | 0       |
| Sopladora de hojas          | 2            | 0       |
| Te prometo anarquía         | 2            | 0       |
| El hombre que vio demasiado | 2            | 2       |

## Premios por categoría
Los ganadores se dieron a conocer en una ceremonia en vivo, en el Auditorio Nacional, el 28 de mayo del 2016.
| Mejor película Presentado por: Dolores Heredia, Diana Bracho, Carlos Carrera, Jorge Sánchez, Juan Antonio de la Riva y Blanca Guerra. | Mejor dirección Presentado por: María Novaro y Diego Quemada-Díez. |
| --- | --- |
| - Las elegidas - Canana, Manny Films - 600 millas - Lucía Films - Gloria - Pelo suelto México Films, Río negro Producciones - La delgada líne amarilla - Springall Pictures - Un monstruo de mil cabezas - Buenaventura Producciones | - David Pablos, por Las elegidas - Gabriel Ripstein, por 600 millas - Anwar Safa, por El Jeremías - Julio Hernández Cordón, por Te prometo anarquía - Rodrigo Plá, por Un monstruo de mil cabezas |
| Mejor actor Presentado por: Julieta Egurrola y Daniel Giménez Cacho. | Mejor actriz Presentado por: Julieta Egurrola y Daniel Giménez Cacho. |
| - Marco Pérez, por Gloria - Kristyan Ferrer, por 600 millas - Tim Roth, por 600 millas - Damian Alcázar, por La delgada línea amarilla - Tenoch Huerta, por Mexican Gangster. La leyenda del charro misterioso | - Sofía Espinosa , por Gloria - Geraldine Chaplin, por Dólares de arena - Flor Eduarda Gurrola , por El placer es mío - Verónica Langer , por Hilda - Jana Raluy , por Un monstruo de mil cabezas |
| Mejor coactuación masculina Presentado por: Arcelia Ramírez. | Mejor coactuación femenina Presentado por: Arcelia Ramírez. |
| - Noé Hernández, por 600 millas - Gustavo Sánchez Parra , por La delgada línea amarilla - Joaquín Cosío , por La delgada línea amarilla - Silerio Palacios , por La delgada línea amarilla - Emilio Echevarría , por Un monstruo de mil cabezas                                                                                         | - Adriana Paz , por Hilda - Isela Vega , por El Jeremías - Vanessa Bauche, por Elvira, te daría mi vida pero la estoy usando - Alicia Quiñonez , por Las elegidas - Cassandra Ciangherotti , por Tiempos felices |
| Mejor revelación masculina Presentado por: Sebastián Aguirre y Nora Huerta. | Mejor revelación femenina Presentado por: Sebastián Aguirre y Nora Huerta. |
| - Martín Castro , por El Jeremías - Óscar Torres , por Las elegidas - César R. Suárez Morales , por Los jefes - Alejandro Guerrero S. , por Sopladora de hojas - Fabrizio Santini , por Sopladora de hojas | - Nancy Talamantes , por Las elegidas - Yanet Mojica , por Dólares de arena - Karen Momo , por El Jeremías - Andrea Ortega Lee , por Ella es Ramona - Tatiana del Real , por Gloria |
| Mejor guion original Presentado por: Irene Azuela y Damian Alcázar. | Mejor guion adaptado Presentado por: Irene Azuela y Damian Alcázar. |
| - David Pablos, por Las elegidas - - Gabriel Ripstein e Issa López, por 600 millas - Ana Sofía Clericí, por El Jeremías - Sabina Berman, por Gloria - Celso García, por La delgada línea amarilla | - Laura Santullo , por Un monstruo de mil cabezas - Israel Cárdenas y Laura Amelia Guzmán , por Dólares de arena - Andrés Clariond Rangel , por Hilda - Luis Ayhllón , por La extinción de los dinosaurios - Matías Meyer y Alexandre Auger , por Yo |
| Mejor montaje Presentado por: Leticia Huijara y Roberto Sosa. | Mejor fotografía Presentado por: Xavier Pérez Grobet y Claudette Maille. |
| - Adriana Martínez y Patricia Rommel , por Gloria - Gabriel Ripstein y Santiago Pérez Rocha , por 600 millas - Jorge Arturo García por La delgada línea amarilla - Miguel Schverdfinger y Aina Calleja , por Las elegidas - Miguel Schverdfinger , por Un monstruo de mil cabezas                                                       | - Carolina Costa , por Las elegidas - Martín Boege , por Gloria - Emiliano Villanueva , por La delgada línea amarilla - Tonatiuh Martínez , por Mexican Gangster. La leyenda del charro misterioso - María José Secco , por Te prometo anarquía |
| Mejor sonido Presentado por: Jesús Ochoa y Cecilia Toussaint. | Mejor música Presentado por: Jesús Ochoa y Cecilia Toussaint. |
| - Matías Barberis, Jaime Baksht y Michelle Couttolenc , por Gloria - Alejandro de Icaza y Federico González Jordán , por 600 millas - Sergio Díaz, Jaime Baksht y Gabriel Coll , por La delgada línea amarilla - Alejandro de Icaza y Pablo Tamez , por Las elegidas - Alejandro de Icaza y Axel Muñoz , por Un monstruo de mil cabezas | - Jacobo Lieberman, por El hombre que vio demasiado - Lorne Balfe, por Gloria - Daniel Guillermo Zlotnik , por La delgada línea amarilla - Carlo Ayhllón, por Las elegidas - Andrés Sánchez Maher, por Mexican Gangster. La leyenda del charro misterioso |
| Mejor diseño de arte Presentado por: Eugenio Caballero y Mariestela Fernández. | Mejor vestuario Presentado por: Eugenio Caballero y Mariestela Fernández. |
| - Bárbara Enríquez y Alejandro Garcíapor Mexican Gánster. La leyenda del charro misterioso - Carlos Jacques por 600 millas - Bárbara Enríquez por El Jeremías - Julieta Álvarez por Gloria - Daniela Schneider por Las elegidas | - Gilda Navarro por Mexican Gánster. La leyenda del charro misterioso - Gilda Navarro por Gloria - Mónica Neumaier por Hilda - Gabriela Fernández por La delgada línea amarilla - Daniela Schneider por Las elegidas |
| Mejor maquillaje Presentado por: Eugenio Caballero y Mariestela Fernández. | Mejores efectos visuales Presentado por: Leticia Huijara y Roberto Sosa. |
| - David Gameros por Gloria - Thal Echeveste por 600 millas - Nayeli Mora por El Jeremías - Adam Zoller por Las elegidas - Marco Antonio Hernández por Mexican Gangster. La leyenda del charro misterioso | - Edgardo Mejía, Francisco Castillo, Rodrigo de Gante, José Luis Gómez, José Ignacio Narváez, Ivonne Orobio, José Manuel Romero por Mexican Gánster. La leyenda del charro misterioso - Edgardo Mejía por 600 millas - Raúl Prado, Edgar Piña y Juan Carlos Lepe por El Jeremías - Raúl Prado, Edgar Piña y Juan Carlos Lepe por Gloria - Miguel de Hoyos, Ricardo Villarreal, Marco Rodríguez por La delgada línea amarilla |
| Mejores efectos especiales Presentado por: Leticia Huijara y Roberto Sosa. | Mejor documental Presentado por: Ximena Ayala y Juan Carlos Rulfo. |
| - Alejandro Vázquez por Mexican Gánster. La leyenda del charro misterioso - Alejandro Vázquez por 600 millas - Ricardo Arvizu por Alicia en el país de María - José Ángel Cordero por Familia Gang - Alejandro Vázquez por La delgada línea amarilla                                                                                    | - El hombre que vio demasiado por Trisha Ziff - El paso por Everardo González - Los reyes del pueblo que no existe por Betzabé García - Made in Bangkok por Flavio Florencio - Tiempo suspendido por Natalia Bruschtein |
| Mejor ópera prima Presentado por: Gabriel Retes. | Mejor cortometraje documental Presentado por: Adriana Paz y Juan Manuel Bernal. |
| - 600 millas por Gabriel Ripstein - El Jeremías por Anwar Safa - Gloria por Christian Keller - Hilda por Andrés Clariond Rangel - La delgada línea amarilla por Celso García | - Ausencias por Tatiana Huezo - El buzo por Esteban Arrangoiz - Muchacho en la barra se masturba con rabia y osadía por ulián Hernández - Por los caminos del sur por Jorge Luis Linares - Tobías por Francisca D'Acosta |
| Mejores cortometraje de ficción Presentado por: Adriana Paz y Juan Manuel Bernal. | Mejor cortometraje animado Presentado por: Adriana Paz y Juan Manuel Bernal. |
| - Trémulo por Roberto Fiesco - 3 variaciones de Ofelia por Paulo César Riqué - 24° 51’ Latitud Norte por Carlos Lenin - Esclava por Amat Escalante - La teta de Botero por Humberto Busto - Malva por Lucero Sánchez | - Zimbo por Juan José Medina y Rita Basulto - Conejo en la luna por Melissa Ballesteros - El último jaguar por Miguel Anaya - Los ases del corral por Irving Sevilla - Tictactópolis por José Sierra |
| Mejor película iberoamericana Presentado por: Xavier Pérez Grobet y Claudette Maille. | Mejor película de animación Presentado por: Ximena Ayala y Juan Carlos Rulfo. |
| - El abrazo de la serpiente por Ciro Guerra (Colombia) - El Clan por Pablo Trapero (Argentina) - El club por Pablo Larraín (Chile) - O Lobo atrás da Porta por Fernando Coimbra (Brasil) - Truman por Cesc Gay (España) | - La increíble historia del niño de piedra por Miguel Ángel Uriegas, Miguel Bonilla, Jaime Romandía y Pablo Aldrete - El Americano: The Movie por Ricardo Arnaiz y Mike Kunkel - Un gallo con muchos huevos por Gabriel Riva Palacio y Rodolfo Riva Palacio |
| Ariel de Oro Presentado por: Héctor Bonilla y Ofelia Medina (respectivamente). | |
| Rosita Quintana (Actriz) Paul Leduc (Director) | |